# Karolina Gronowiczowa
Karolina Urszula Gronowiczowa (ur. 1752, zm. 1800) – polska aktorka teatralna i śpiewaczka.

## Życiorys
Przed 1774 rokiem była członkinią teatru amatorskiego na dworze Augusta Sułkowskiego w Rydzynie. W 1774 roku wraz z zespołem Sułkowskiego przeniosła się do Warszawy i rozpoczęła występy w Teatrze Narodowym, gdzie jej mąż, Michał Gronowicz, był bileterem i lożmajstrem. Podczas konfliktu źle opłacanego zespołu z Sułkowskim w sierpniu w 1775 roku wraz z mężem opowiedziała się po stronie kolegów i złożyła wymówienie. Po ułagodzeniu konfliktu występowała jeszcze w Teatrze Narodowym do 1783 roku, kiedy to po występie w komedii Kotek zgubiony wycofała się ze sceny.
Na scenie specjalizowała się głównie w pierwszoplanowych rolach subretek, występowała m.in. jako Ludwisia w Mieszczkach modnych, Helenka w Przekorach miłosnych, Regina w Człowieku jakich mało na świecie. W 1778 roku kreowała partię Anny w uznawanej za pierwszą polską operę Nędzy uszczęśliwionej. Występowała też jako Anna w Sługa panią z muzyką Giovanniego Paisiella. Należała do najlepiej opłacanych aktorek w Teatrze Narodowym, a sprawozdawca „Journal Littéraire de Varsovie” wyliczał ją wśród najlepszych artystów tej sceny.